# ويليام هاريس (لاعب كريكت بريطاني)
ويليام هاريس (30 ديسمبر 1883 في المملكة المتحدة - 14 أكتوبر 1967 في زيمبابوي) (بالإنجليزية: William Harris)‏ هو لاعب كريكت بريطاني (وحمل سابقاً جنسية المملكة المتحدة لبريطانيا العظمى وأيرلندا). لعب مع نادي وارويكشاير للكريكيت ‏.